# 숨가이트 FK
숨가이트 FK(아제르바이잔어: Sumqayıt FK)는 숨가이트를 연고로 하는 아제르바이잔의 축구 클럽이다. 현재는 아제르바이잔 프리미어리그에 참가하고 있다.

## 선수 명단

### 현역
- 로이 카핫(2023 ~ )
- 에사 설리만(2023 ~ )
- 카시미르 닝가(2023 ~ )